# 山本直忠
山本 直忠（やまもと なおただ、1904年〈明治37年〉7月22日 - 1965年〈昭和40年〉5月9日）は、日本の作曲家、指揮者。東京都出身。

## 経歴
東京市麹町区（現・東京都千代田区）で山本直良・愛（旧姓有島:有島武郎の妹）の三男として誕生。兄の直正が自宅でオルガンを弾いているのに影響を受け、幼時から幸田延にピアノを師事。暁星中学在学中から近衛秀麿に師事し、和声学、対位法、作曲、指揮法を学ぶ。近衛の外遊中は短期間ながら山田耕筰にも師事。暁星中学での同級に今日出海がいた。
1922年、暁星中学を卒業し、同年7月22日、直良の南米商業視察団の一員として、山田耕筰の紹介状を携えて日本を出発。米国・ブラジル・アルゼンチンからポルトガルを経て英国で父と別れ、単身渡独。ハンブルクで知人の園田家に寄宿し、ドイツ語学校に入学。1923年、ドレスデンに移り、ワーグナーの孫の別荘に住み、ピアノや作曲理論を学習。やがてライプツィヒ国立音楽院の作曲理論科に入学し、留学生仲間の齋藤秀雄と知り合う。同校在学中にピアノ曲『プレリュード・東洋幻想』『プレリュード・所謂日本式に』『ロマンス・ある秋の日の思い出』などを作曲。
1931年に日本へ帰国し、東京高等音楽専門学校（現・国立音楽大学）の教師となる。このとき学生の大橋浪江（のちピアニストとなる）と知り合い、後に結婚。浪江との間に生まれた長男が山本直純である。
その後、自由学園の音楽教師や新交響楽団（現・NHK交響楽団）の指揮者などを歴任。群馬交響楽団の創立に協力。1950年に受洗してカトリック教徒となり、洗礼名フランシスコを授かった。晩年は南山大学教授を務める傍ら、宗教音楽の創作をライフワークとし、グレゴリアン・チャント音楽学会理事長として宗教音楽を研究。聖イグナチオ教会でオルガンを弾き、同教会司祭ヘルマン・ホイヴェルスの作品に基づきオラトリオ『受難』を発表。聖歌隊の指揮者を務めた。南山大学での教え子の饗庭孝男は、山本を「音楽上の覚醒者」と呼んでいる（饗庭孝男『恩寵の音楽』音楽之友社、1984年）。

## 作品

### 管弦楽
- 或る秋の思出（1927年、弦楽合奏）
- 森の情景より（1929年、小管弦楽のためのロベルト・シューマン作品の編曲）
- 亜細亜の歌（1932年、独唱と2管編成）
- 青春時代（1934年）
- 春の海（1936年、箏と2管編成のための宮城道雄作品の編曲）
- 朝日さす島（1938年、7面の箏・混声合唱と2管編成のための宮城道雄との共作）
- 日本幻想曲第1番（1940年、ピアノと3管編成のための作品、JOAKの委嘱による国民詩曲の1つ）
- サンクトゥス（祈聖）（1941年、ピアノと管弦楽）
- 行進曲「堂々たる皇軍入城」（1942年、2管編成）
- 海上日出づ（1943年、ピアノと2管編成）
- 日本幻想曲第2番「望郷」（1944年、2面の箏と2管編成）
- 六段幻想曲（1946年、2面の箏、ピアノと1管編成）
- 春雨（1946年、2面のこと、ピアノと1管編成）
- 千鳥協奏曲（1946年、ソプラノ、箏、尺八、2～7面の箏合奏と1管編成）
- 壮年時代（1953年、ピアノと3管編成）
- 御降誕祭聖歌メドレー（1959年、クリスマスの歌のメドレー作品）

### ピアノ曲
- ピアノ小曲集（1925年～1927年）
- 変奏曲（1926年）
- 小音詩集（1930年）
- 交響的楽章（1930年）
- サンクトゥス（祈聖）（1940年）
- 三部曲「静・動・韻」（1945年）
- 愛のノクターン（1950年）
- レゲンデ第1番（1950年）
- レゲンデ第2番（1950年）
- 月光の夢（1950年）

### 合唱曲
- アヴェ・マリア（1922年～1924年、4人の女声独唱、女声4部合唱、ピアノまたは小管弦楽による伴奏）
- 海に呼ばうて（1931年）
- 永遠の平和（1947年、ベートーヴェンの原曲に作曲者による歌詞をつけた独唱と混声合唱）
- 皇帝円舞曲「ウィーンの調べ」（1947年、作曲者による歌詞をつけた独唱と混声合唱）

### 独唱曲
- 青草（1930年、三木露風の詩による、ソプラノとピアノまたは管弦楽伴奏）
- ドイツ民謡（1933年、ソプラノと管弦楽伴奏）
- 英国民謡（1933年、ソプラノと管弦楽伴奏）
- 眦はさけて居なん（1944年、釈迢空の詩による、ソプラノとピアノまたは管弦楽伴奏）
- 益良夫（1945年、作曲者の歌詞による、ソプラノとピアノ伴奏）
- 氷れる利根の水上に（1946年、萩原朔太郎の詩による、歌とピアノ伴奏）
- 指と指とを組み合せ（1946年、萩原朔太郎の詩による、歌とピアノ伴奏）
- 夢とカナリヤ（1947年、河合恒人の詩による、歌とピアノ伴奏）
- あんこう（1947年、河合恒人の詩による、歌とピアノ伴奏）
- 人もし愛を失わば（1950年、聖書による、独唱または合唱）
- 聖フランシスコ・ザベリオの歌（1950年、作曲者の歌詞による、ソプラノまたはテノール独唱）

### 舞台音楽
- ヴィンチェンツォ・チマッティ原曲のオペラ「細川ガラシャ夫人」（1940年）
- 聖楽劇「受難」（1950年、ヘルマン・ホイヴェルスの台本による、オルガン、ピアノと1管編成）

### 映画音楽
- 飛騨の白川村（1937年、日本大学藝術学科製作）